# Somatochlora georgiana
Somatochlora georgiana е вид водно конче от семейство Corduliidae.

## Разпространение
Видът е разпространен в САЩ (Алабама, Вирджиния, Джорджия, Луизиана, Масачузетс, Мисисипи, Ню Джърси, Род Айлънд, Северна Каролина, Тексас, Флорида и Южна Каролина).